# Immeuble, 26 rue Victor-et-Hélène-Basch (Bourg-en-Bresse)
L'immeuble au 26 rue Victor-et-Hélène-Basch est un immeuble de Bourg-en-Bresse dans l'Ain.

## Protection
Les façades et toitures sur cour font l’objet d’une inscription au titre des monuments historiques depuis le 28 juillet 1947. 